# Dominik Moll
Dominik Moll, född 1962, är en fransk filmregissör. Han vann Césarpriset för bästa regi för filmerna Harry - en vän som vill dig väl och Natten till den 12:e. Den senare vann även Césarpriset för bästa film.

## Filmografi (i urval)
- 2000 – Harry - en vän som vill dig väl
- 2005 – Lemming
- 2022 – Natten till den 12:e